# Who's Laughing Now (Jessie J)
Who's Laughing Now è un brano della cantante inglese Jessie J, estratto come quarto singolo ufficiale dal suo album di debutto Who You Are. Il video è stato pubblicato il 10 agosto 2011. Il singolo è stato scritto da Jessie J in persona, e racconta della sua infanzia. Il brano in questione si distoglie dallo stile dei precedenti due tornando a quello del primo singolo della cantante.

## Video
Nel video una piccola attrice veste i panni della cantante ragazzina che prende la sua rivincita sui propri compagni di scuola in risposta alla loro derisione ed emarginazione. Jessie J adulta siede invece ad un vecchio banco di scuola compiacendosi per la vittoria conseguita dalla piccola sosia.

## Tracce
Download digitale
1. Who's Laughing Now - 4:06
2. Who's Laughing Now (versione acustica) - 6:03
3. Who's Laughing Now (DarkIntensity Remix) - 4:27
4. Who's Laughing Now (Shux Remix) - 3:02

## Classifiche
| Classifica (2011) | Posizione massima |
| ----------------- | ----------------- |
| Belgio (Fiandre)  | 59                |
| Irlanda           | 28                |
| Regno Unito       | 16                |